# 18-та добровольча танко-гренадерська дивізія СС «Горст Вессель»
18-та добровольча панцергренадерська дивізія СС «Горст Вессель» — панцергренадерська дивізія у складі військ Ваффен-СС, що брала участь у бойових діях під час Другої Світової Війни.

## Історія з'єднання
18-та добровольча панцергренадерська дивізія СС «Горст Вессель» була сформована наказом від 25 січня 1944 року й веде свою історію від 1-ї моторизованої бригади СС, що існувала у військах СС з квітня 1941 року. 30 січня 1944 року дивізія отримала прізвисько «Горст Вессель». Дивізія мала бути розташована в районі Ціллі — Гуркфельд — Ранн. Одночасно зі створенням і навчанням дивізія мала захищати територію від партизанів Тіто.
При переформуванні з'єднання було вирішено, що залишки бригади використовуватимуться як ядро нової 18-ї панцергренадерської дивізії СС «Горст Вессель». Дивізія комплектувалася переважно за рахунок етнічних німців з Угорщини та Румунії. На початку лютого 1944 року почалася передислокація залишків 1-ї моторизованої бригади СС зі Східної Пруссії в район переформування. 1 березня 1944 року чисельність дивізії становила 4111 осіб при штатній чисельності 13861 чоловік. Озброєння технікою, кулеметами та важким озброєнням було абсолютно недостатнім (з 94 бронемашин у строю перебувало лише 4, з 53 артилерійських систем — тільки 7). Для участі в окупації Угорщини 18-й танковий розвідувальний батальйон СС був посилений і доданий 1-ій гірській дивізії поблизу Надьканіжа.
На початку квітня 1944 року дивізія отримала наказ передислокуватися до Угорщини. Її перекинули до Хорватії навесні 1944 року для створення нової дивізії. Поповнення її рядів виявилося важким, і вона так і не набрала усталеної чисельності та не отримала всього необхідного озброєння. Намір сформувати її з угорських фольксдойче провалився, тому що було недостатньо добровольців. Тільки новий угорський закон дозволив німцям скласти з угорських фольксдойче.
1 липня 1944 року чисельність дивізії становила 8530 осіб. 6 липня 1944 року дивізія мала сформувати бойову групу з уже сформованих частин. Ця бойова група «Шефер» була приписана до групи армій «Північна Україна» і воювала у складі XXIV танкового корпусу між Стрипою та Дністром під Ходоровом. 16 серпня 1944 року бойова група була придана LIX армійському корпусу і передислокувалася в район на південь від Мельца. Внаслідок атак Червоної армії до 22 серпня 1944 року бойова група була змушена відступити в район на південь від Домброви, приблизно за 20 км на північ від Тарнова, зазнавши важких втрат у попередніх боях. Згодом бойова група була розформована та повернена до складу основних частин дивізії.
Після повернення бойової групи з 18 жовтня 1944 року дивізію перекинули в центральну Словаччину. Після цього дивізія, ще не повністю сформована, була придана до LVII танкового корпусу. Оскільки дивізію ще не класифікували як оперативну дивізійну одиницю, її передали під командування 4-ї поліцейської дивізії СС і дислокували в районі Ясладані, приблизно за 20 км на північ від Сольнока. Коли 9 листопада 1944 року Червона армія почала наступ, частини дивізії розформувалися і здалися в полон при першому ж зіткненні з радянськими військами. Причинами невдачі дивізії були недостатнє керівництво, підготовка та озброєння переважно примусово мобілізованих етнічних німців.
До 13 листопада 1944 року дивізія була зосереджена в районі Ясберень. Через два дні вона зайняла так звану позицію «Карола» для захисту Будапешта. Послідували бої в Асоді та відступ до району Ексег. Під час боїв за Будапешт дивізія знову виявилася ненадійною, а окремі частини знову повністю розпалися. 16 грудня 1944 року дивізію почали виводити з фронту для переформування в Словаччині в районі Шемніц-Карпфен. На початку січня 1945 року надійшов наказ про передислокацію нового формування у район Марбург-Ціллі.
Для реорганізації до дивізії було додано більше особового складу Люфтваффе, щоб підвищити її бойову спроможність, але це не вдалося реалізувати через недостатню підготовку солдатів Люфтваффе. Вже на початку лютого 1945 р. через погіршення ситуації дивізію передислокували на північ до Моравської Острави і придали XI. армійському корпусу. 16 лютого 1945 року Червона армія наступала з Косельського плацдарму. Цього разу дивізія змогла втримати свої позиції. Тільки коли в березні 1945 року Червона армія розпочала черговий великий наступ, дивізія була майже повністю знищена.
До 21 березня 1945 року залишки дивізії зосередилися в районі Оберстдорфа. Звідси кілька разів формувалися менші бойові групи, поки 26 березня 1945 року дивізія не була передислокована в район Карлсбрунна, приблизно за 28 км на південь від Зігенгальса. Чисельність дивізії на той час становила 5212 осіб. Дивізії довелося знову створювати бойову групу. Ця бойова група чисельністю в полк була дислокована в районі Ратибора у XI. армійському корпусі і, діючи під командуванням 371-ї піхотної дивізії, зрештою потрапила у радянський полон.
10 квітня 1945 останні підрозділи 18-ї добровольчої танково-гренадерської дивізії СС «Горст Вессель» у складі 6 штурмових гармат Sturmgeschütz III, семи 75-мм самохідних протитанкових гармат і одного 88-мм зенітного підрозділу були перекинуті на фронт і розгорнуті в районі Зобтена на Бобері. 7 травня 1945 року дивізія отримала наказ про відхід до Ельби. Багато учасників дивізії було знищено чеськими партизанами.

## Командири дивізії
- СС-оберфюрер Август-Вільгельм Трабандт (25 січня 1944 — 3 січня 1945)
- СС-групенфюрер та генерал-лейтенант Ваффен-СС Йозеф Фіцтум (3 — 10 січня 1945)
- СС-штандартенфюрер Георг Бохман (10 січня — березень 1945)
- СС-штандартефюрер Генріх Петерсен (березень 1945 — 8 травня 1945)

### Підпорядкованість
| Час      | Корпус     | Армія      | Група армій (округ)   | Штаб           |
| -------- | ---------- | ---------- | --------------------- | -------------- |
| 1944     |            |            |                       |                |
| квітень  | формування | формування | формування            | Загреб         |
| травень  | формування | формування | формування            | Угорщина       |
| листопад |            |            | Група армій «Південь» | Угорщина       |
| грудень  | LVII тк    | 6 А        | Група армій «Південь» | Угорщина       |
| 1945     |            |            |                       |                |
| січень   | IV ак      | 8 А        | Група армій «Південь» | Словаччина     |
| лютий    |            | 1 ТА       | Група армій «Центр»   | Верхня Сілезія |
| квітень  |            | 17 А       | Група армій «Центр»   | Сілезія        |
| травень  | VIII ак    | 17 А       | Група армій «Центр»   | Сілезія        |

## Склад дивізії
- 39-й панцергренадерський полк СС
- 40-й панцергренадерський полк СС
- 18-й артилерійський полк СС
- 18-й танковий батальйон СС
- 18-й самохідний розвідувальний батальйон СС
- 18-й протитанковий батальйон СС
- 18-й батальйон штурмових гармат СС
- 18-й зенітний батальйон СС
- 18-й саперний батальйон СС
- 18-й батальйон зв'язку СС
- 18-й санітарний батальйон СС
- 18-й загін постачання СС
- 18-й резервний батальйон СС
- 18-й батальйон польової жандармерії СС
- 18-й ремонтний батальйон СС

## Райони бойових дій
- Окупація Угорщини (операція «Маргарет»), березень 1944 р.
- Перехід у травні 1944 р. до Бачки, (Угорщина),
- Оборонні бої в Галичині, липень / серпень 1944 р.
- Боротьба з повстанням у Словаччині, вересень/жовтень 1944 р.,
- Боі у Яшберені, Угорщина, листопад 1944 р.
- Гори Матра (Угорщина), грудень 1944 р.
- Словаччина та Чехія, лютий 1945 р.
- Південно-західна Польща та південно-східна Німеччина, травень 1945

## НагородженіЛицарським хрестом Залізного хреста

### Лицарський хрест Залізного хреста (2)
- Ганс Ліпінскі — СС-оберштурмфюрер, командир 1-ї батареї 18-го зенітного батальйону СС (2 січня 1945)
- Юліус Ріпе — СС-штурмбанфюрер, командир 1-го батальйону 40-го панцергренадерського полку СС «Горст Вессель» (13 січня 1945)

### Лицарський хрест Залізного хреста з дубовим листям і мечами (1)
- Георг Бохман — СС-штандартенфюрер, командир 18-ї добровольчої панцергренадерської дивізії СС «Горст Вессель» (26 березня 1945)

## Відео
- 18. SS Freiwilligen-Panzergrenadier-Division «Horst Wessel» [Архівовано 25 вересня 2016 у Wayback Machine.]